# Jerécuaro
Jerécuaro là một đô thị thuộc bang Guanajuato, México. Năm 2005, dân số của đô thị này là 46137 người.